# Bikaner
Bikaner là một thành phố và là nơi đặt hội đồng đô thị (municipal council) của quận Bikaner thuộc bang Rajasthan, Ấn Độ.

## Địa lý
Bikaner có vị trí 28°01′B 73°18′Đ / 28,02°B 73,3°Đ Nó có độ cao trung bình là 243 mét (797 foot).

## Nhân khẩu
Theo điều tra dân số năm 2001 của Ấn Độ, Bikaner có dân số 529.007 người. Phái nam chiếm 53% tổng số dân và phái nữ chiếm 47%. Bikaner có tỷ lệ 66% biết đọc biết viết, cao hơn tỷ lệ trung bình toàn quốc là 59,5%: tỷ lệ cho phái nam là 74%, và tỷ lệ cho phái nữ là 57%. Tại Bikaner, 14% dân số nhỏ hơn 6 tuổi.

## Gallery

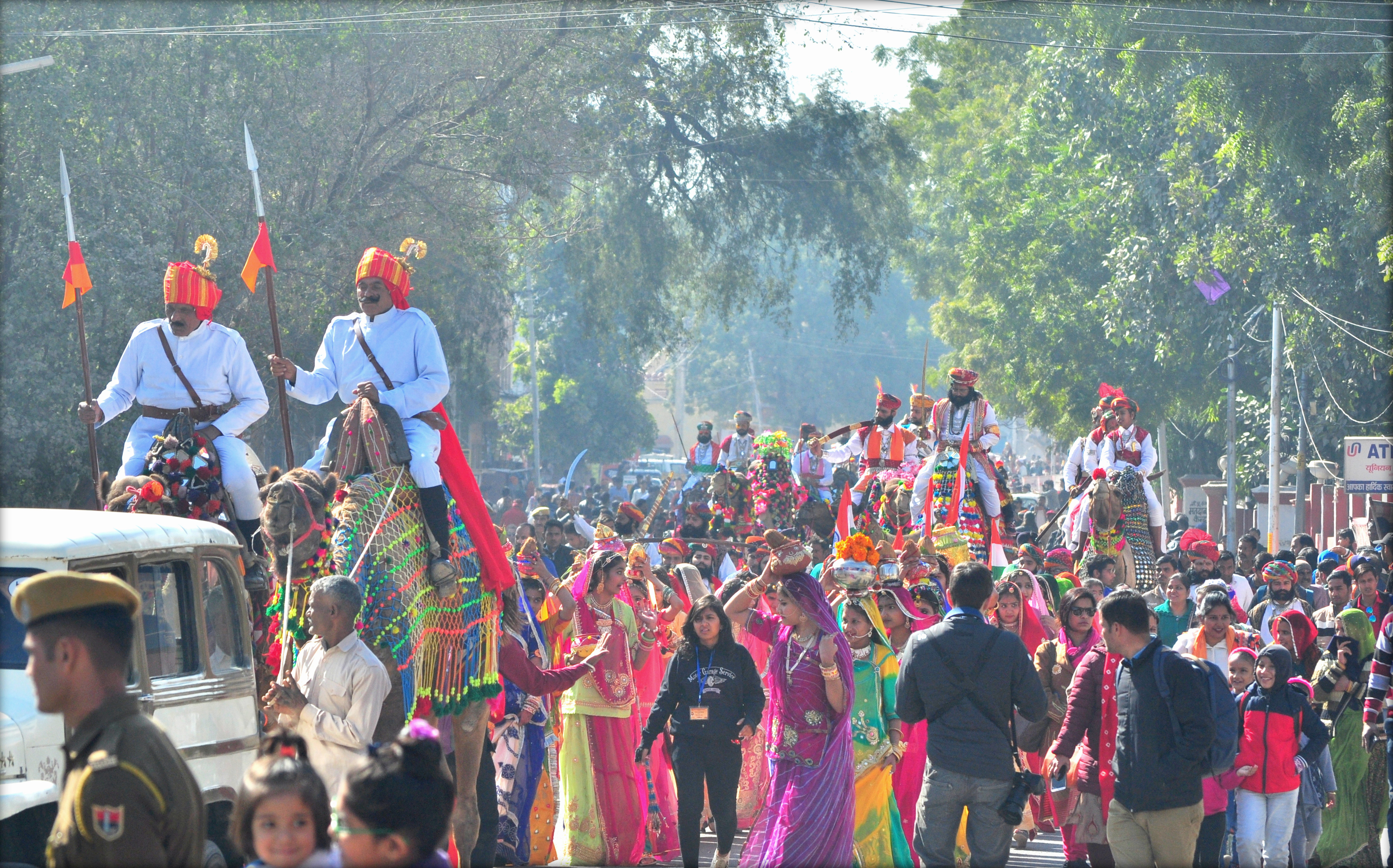
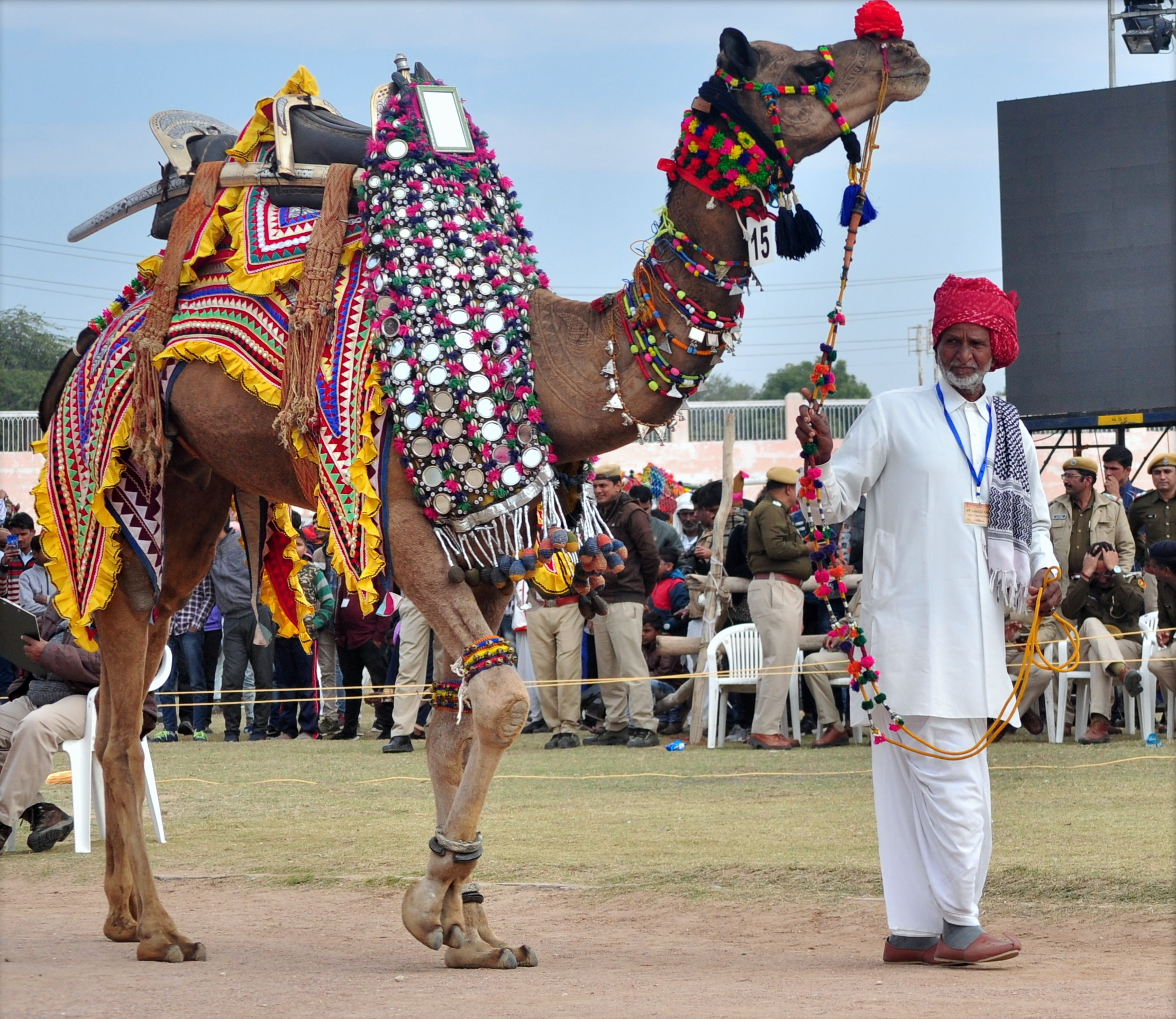
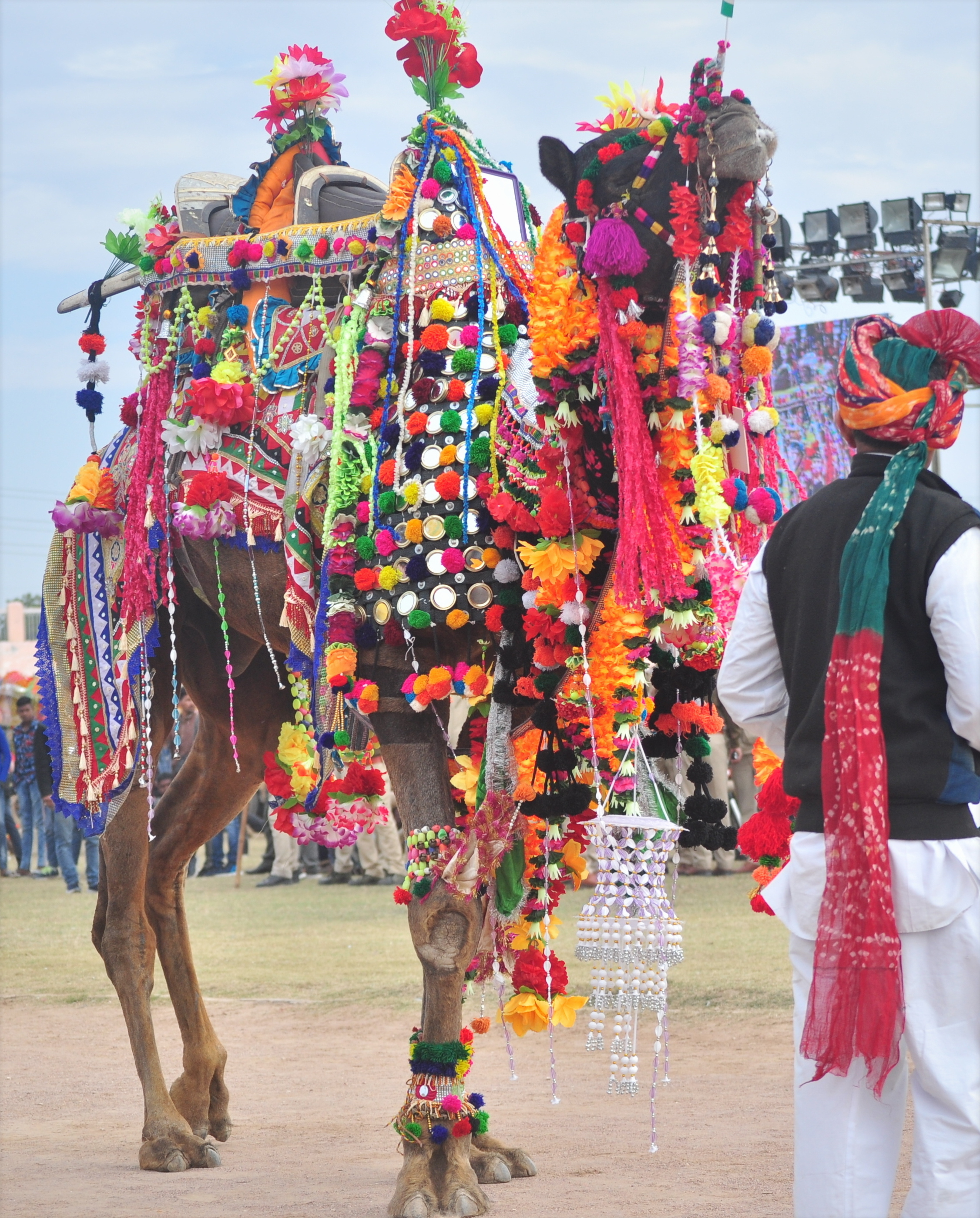
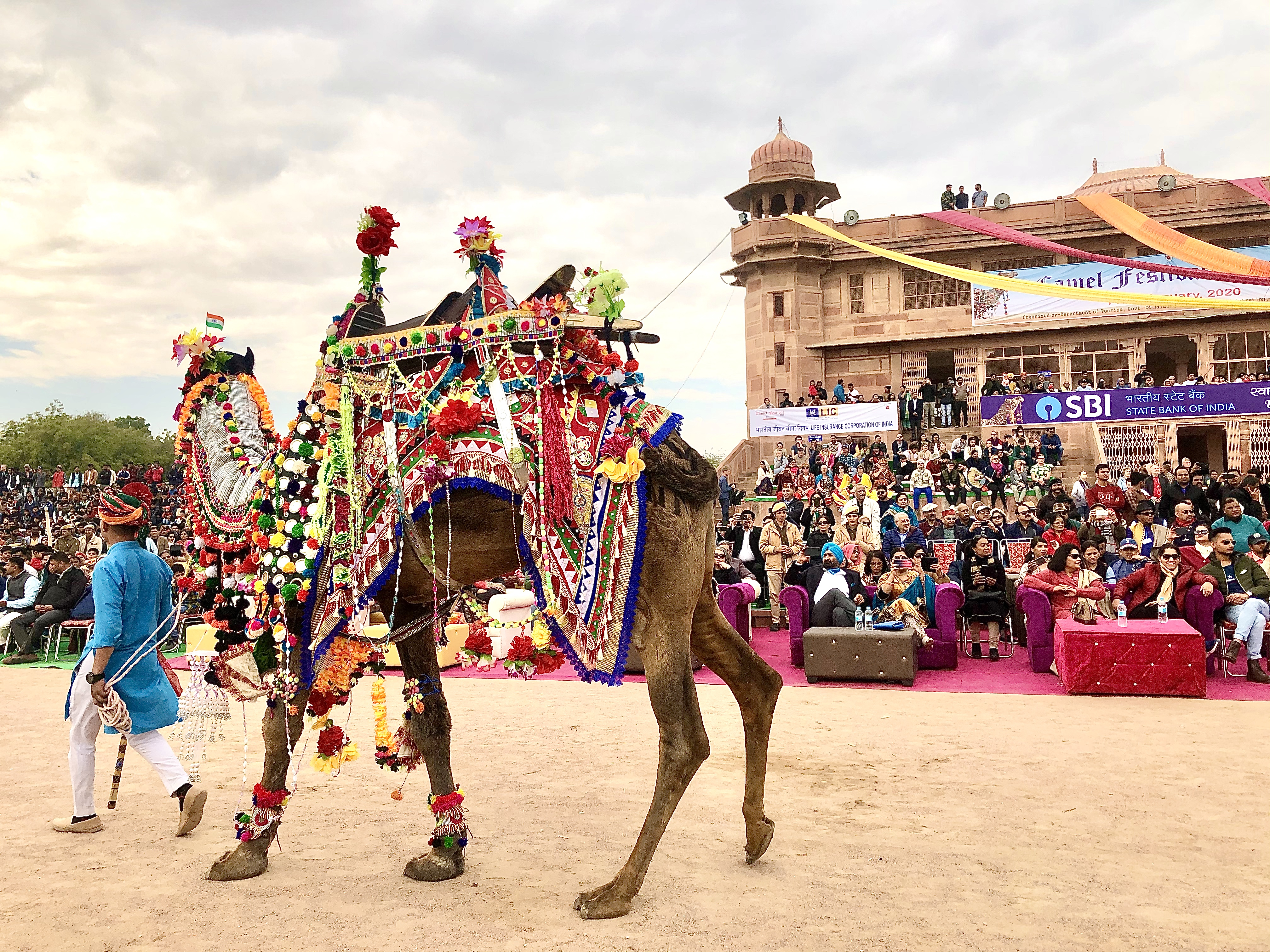
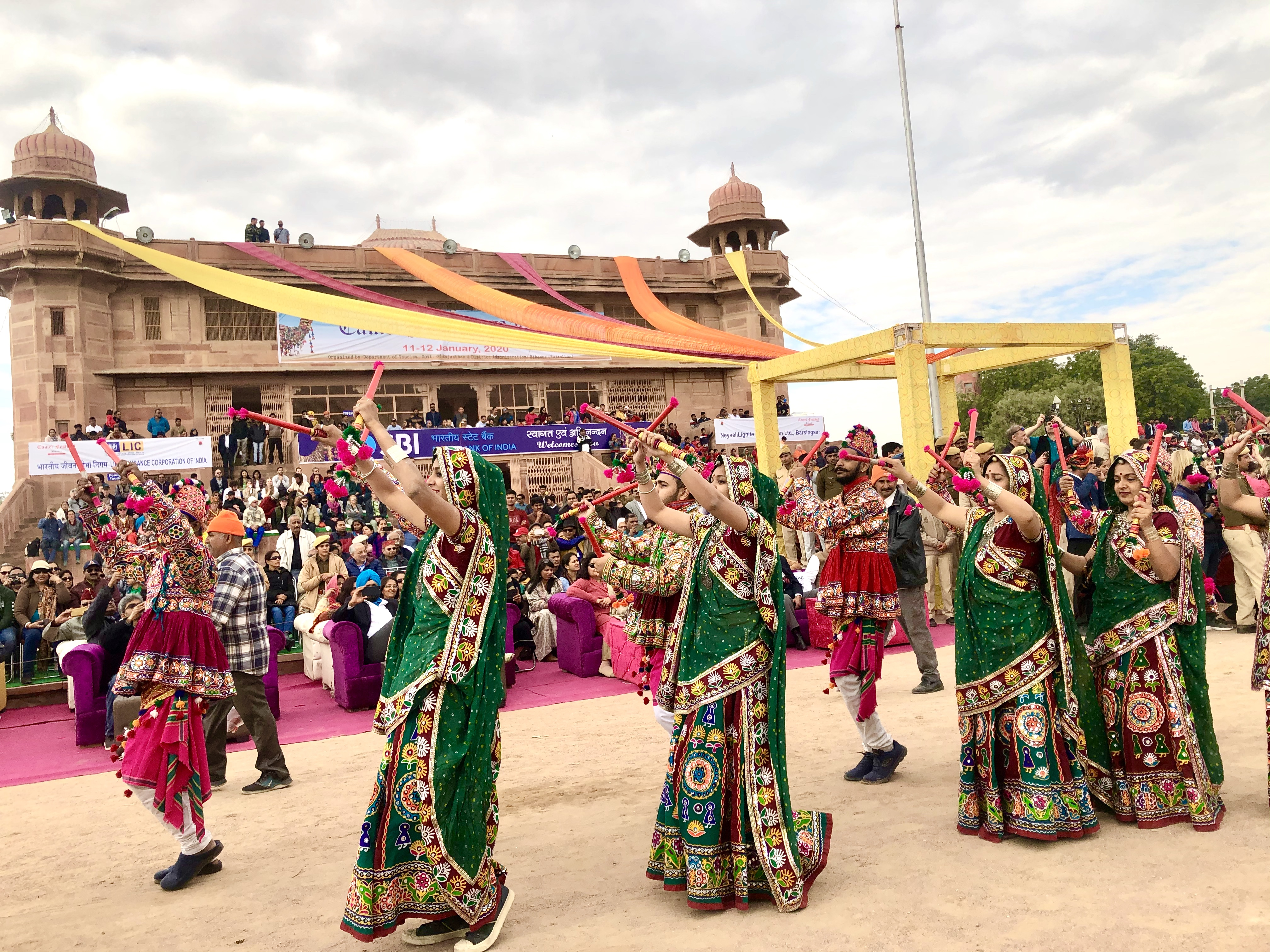
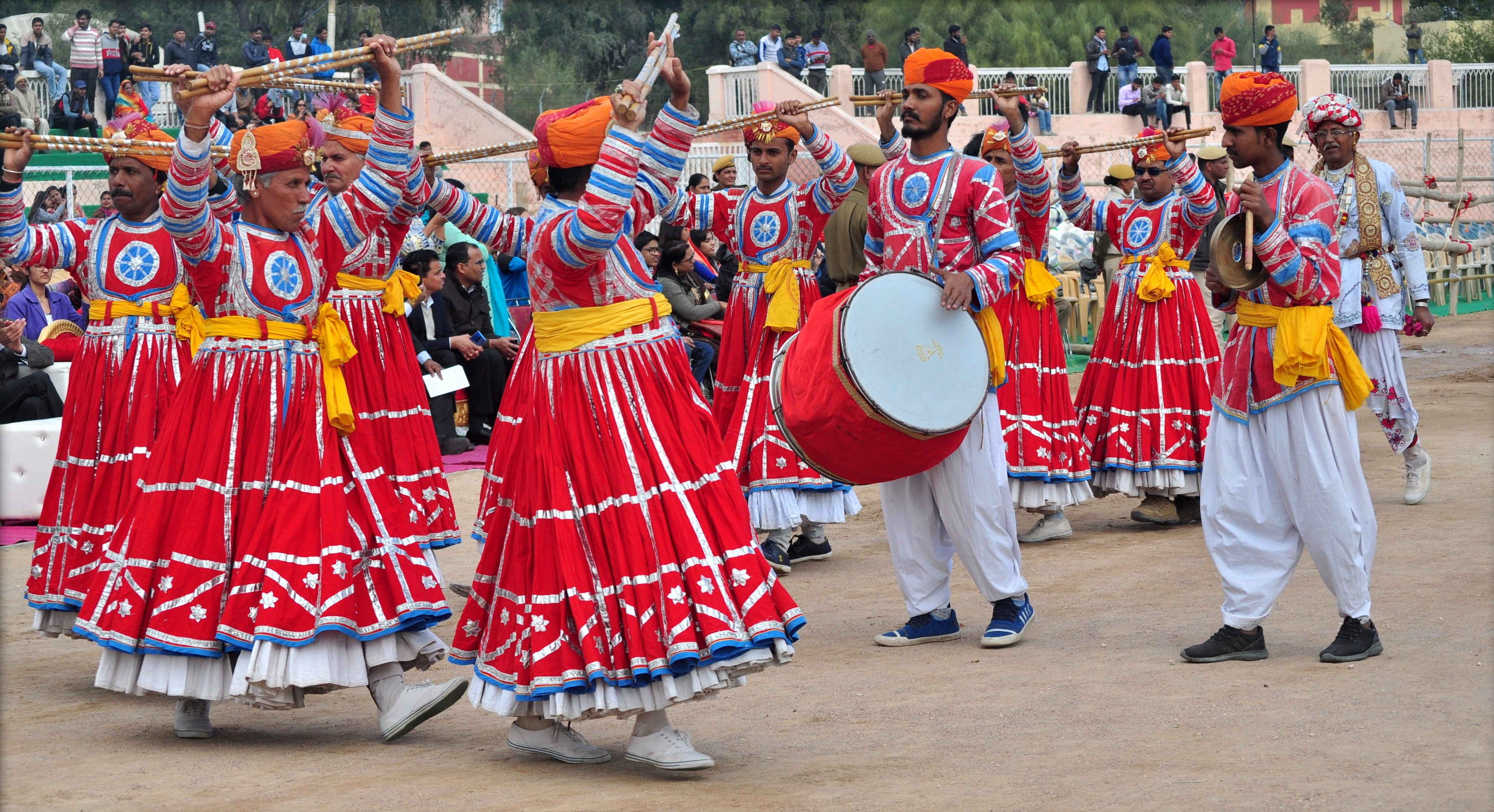